# Stephen Coburn

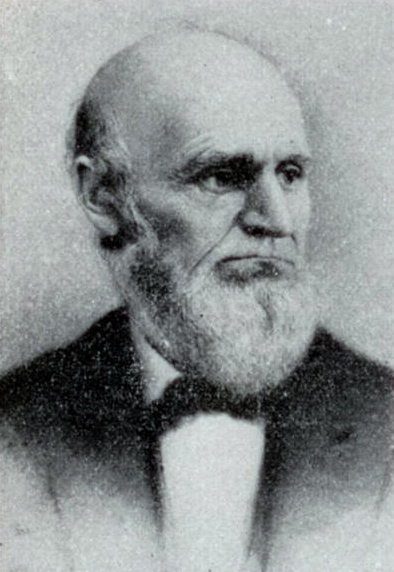
Stephen Coburn

Stephen Coburn (* 11. November 1817 in Skowhegan, Massachusetts; † 4. Juli 1882 ebenda)  war ein US-amerikanischer Politiker. Im Jahr 1861 vertrat er den Bundesstaat Maine im US-Repräsentantenhaus.

## Werdegang
Stephen Coburn wurde 1817 in Bloomfield, einem Ortsteil von Skowhegan, geboren. Damals gehörte dieser Ort noch zu Massachusetts; 1820 fiel er an den neu geschaffenen Staat Maine. Coburn besuchte Schulen in Waterville und China, Maine. Danach war er in den Jahren 1839 und 1840 als Lehrer auf einer Plantage in Tarboro, North Carolina beschäftigt. Anschließend war er zwischen 1840 und 1844 Leiter der Bloomfield Academy. Nach einem anschließenden Jurastudium an der Harvard University und seiner im Jahr 1845 erfolgten Zulassung als Rechtsanwalt begann er in Skowhegan in seinem neuen Beruf zu arbeiten.
In den Jahren 1849 und 1850 gehörte Coburn dem Bildungsausschuss von Maine an. Politisch war er Mitglied der 1854 gegründeten Republikanischen Partei. Im Laufe der Jahre nahm er als Delegierter an mehreren regionalen Parteitagen teil. Nach dem Rücktritt des Kongressabgeordneten Israel Washburn im Jahr 1860 wurde er im fünften Wahlbezirk von Maine in das US-Repräsentantenhaus in Washington, D.C. gewählt. Dort trat er am 2. Januar 1861 sein neues Mandat an. Bis zum 3. März 1861 beendete er die Legislaturperiode seines Vorgängers. Da die regulären Kongresswahlen des Jahres 1860 bereits vor der Nachwahl stattgefunden hatten und Coburn dabei nicht kandidiert hatte, konnte er nur bis zum 3. März 1861 im Kongress verbleiben. In diesen drei Monaten traten viele Abgeordnete aus dem Süden zurück, weil sich ihre Staaten der Konföderation angeschlossen hatten. Damals war Stephen Coburn auch Mitglied einer Kommission, die in letzter Minute den Ausbruch des Bürgerkrieges verhindern wollte.
Nach seiner Zeit im Repräsentantenhaus arbeitete Coburn wieder als Anwalt. Zwischen 1868 und 1877 war er Posthalter in Skowhegan. Stephen Coburn ertrank am 4. Juli 1882 im Kennebec River.